# Rovira punctatus
Rovira punctatus är en insektsart som beskrevs av Navás 1914. Rovira punctatus ingår i släktet Rovira och familjen myrlejonsländor. Inga underarter finns listade i Catalogue of Life.